# Agustín Amado
Rodrigo Agustín Amado Hernández (ur. 6 lutego 2001 w Santa Lucía) – urugwajski piłkarz występujący na pozycji środkowego pomocnika, od 2022 roku zawodnik Fénixu.